# 2588 Flavia
2588 Flavia је астероид главног астероидног појаса чија средња удаљеност од Сунца износи 2,458 астрономских јединица (АЈ).
Апсолутна магнитуда астероида је 13,2.